# 잠실중학교
잠실중학교(蠶室中學校)는 대한민국 서울특별시 송파구 신천동에 있는 공립 중학교이다.

## 학교 연혁
| 연 월 일                | 내 용                                                                                     |
| 1980.01.24.             | 학교 설립 인가                                                                            |
| 1980.02.01.             | 초대 김한철 교장 선생님 취임                                                              |
| 1980.03.05.             | 개교, 입학식 『18학급』                                                                   |
| 1981.02.13.             | 제1회 졸업식 『남 151명, 여 13명, 계 164명』                                              |
| 2008.03.01.~2010.02.28. | 서울시교육청 지정 교원능력개발평가 선도학교 운영                                          |
| 2009.12.31.             | 강동영재교육 우수학교 표창 『교육장』                                                     |
| 2010.03.01.~2011.02.29. | 서울시교육청 지정 사이버자율평가 연구학교 운영                                            |
| 2010.12.28.             | 진로교육 우수학교 표창 『교육장』 ICT활용 우수학교 표창 『교육장』                        |
| 2012.03.01.~2013.02.28. | 서울시교육청 지정 중학교 직업체험 중점학교 운영                                           |
| 2012.12.31.             | 영재교육 우수학교 표창 『교육장』                                                         |
| 2013.03.01.~2016.02.28. | 교육부지정 자유학기제 연구학교 운영                                                       |
| 2013.12.30.             | 자유학기제 운영 우수학교 표창 『교육감』 영재학교 우수학교 표창 『교육장』                |
| 2014.02.28.             | 학교평가 우수학교 표창 『교육장』 폭력 예방을 위한 모의재판 경연대회 동상 수상 『교육장』 |
| 2014.12.31.             | 자유학기제 우수학교 표창 『교육부장관』                                                   |
| 2015.12.30.             | 인권친화적 학교만들기 표창 『교육감』                                                     |
| 2016.03.01.~2018.02.28. | 교육부지정 자유학기 일반학기 연계과정 연구학교 운영                                       |
| 2016.12.26.             | 진로교육 우수학교 표창 『교육감』                                                         |
| 2016.12.29.             | 학교운영위원회 운영 우수학교 표창 『교육장』                                              |
| 2017.11.23. ~ 11.25.    | 「2017 대한민국 미래교육박람회」 자유학기제 부스 운영                                     |
| 2018.12.31.             | 자유학기제 확대 운영 유공 표창 『교육감』                                                 |
| 2021.09.01.             | 제16대 양영희 교장 선생님 부임                                                            |
| 2021.12.31.             | 자유학년제 우수학교 표창『교육감』                                                        |
| 2021.12.31.             | 학교체육 우수학교 표창 『교육부장관』                                                     |
| 2022.03.01.~2025.02.28. | 인공지능(AI)-사물인터넷(IoT) 시범학교 운영                                                |
| 2022.12.31.             | 수학교육 우수학교 표창 『교육감』                                                         |
| 2023.01.03.             | 제43회 졸업식(349명)                                                                      |
| 2023.03.01.~2024.02.29. | 진로연계교육 선도학교, 과학점핑학교 운영                                                  |
| 2023.03.01.~2025.02.28. | 2022 개정 교육과정 운영 방안 연구학교 운영                                                |
| 2023.03.02.             | 입학(14학급 486명)                                                                        |
| 2023.09.01.             | 제17대 홍정일 교장 선생님 부임                                                            |

## 참고 자료
- 잠실중학교 - 한국교육학술정보원 학교알리미